# 比西耶尔 (索恩-卢瓦尔省)
比西耶尔（法語：Bussières，法語發音：[bysjɛʁ] ⓘ）是法国索恩-卢瓦尔省的一个市镇，属于马孔区。

## 地理
比西耶尔（46°20'21"N, 4°42'4"E）面积4.08 平方千米，位于法国勃艮第-弗朗什-孔泰大區索恩-卢瓦尔省，该省份为法国中部省份，北起顺时针与科多尔省、汝拉省、安省、罗讷省、卢瓦尔省、阿列省和涅夫勒省接壤。
与比西耶尔接壤的市镇（或旧市镇、城区）包括：皮埃尔克洛、普里塞、拉罗什维讷斯、塞里耶尔、韦尔日松。

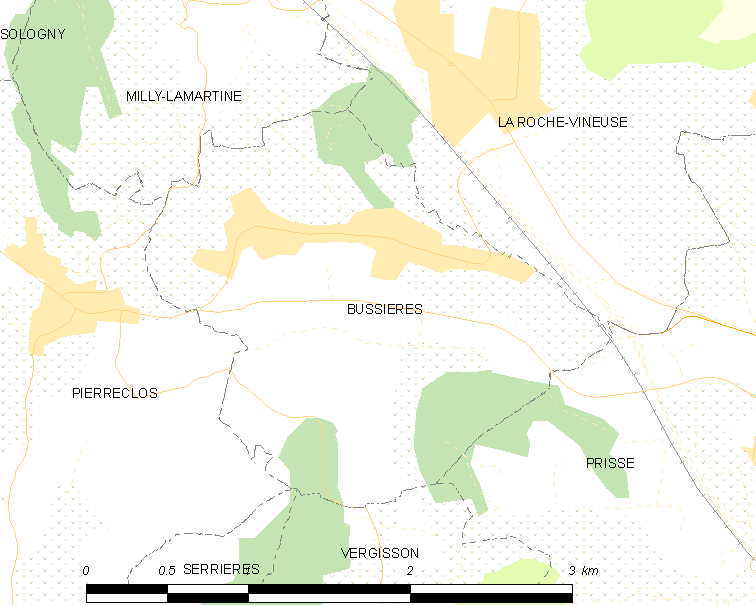
的OSM定位图

比西耶尔的时区为UTC+01:00、UTC+02:00（夏令时）。

## 行政
比西耶尔的邮政编码为71960，INSEE市镇编码为71069。

## 政治
比西耶尔所属的省级选区为于里尼县。

## 人口

1962-2008年间人口变化图示

比西耶尔于2022年1月1日时的人口数量为588人。